# Batalla de Mook
La batalla de Mook tuvo lugar el 14 de abril de 1574 durante la guerra de los Ochenta Años, entre el ejército español, capitaneado por Sancho Dávila y Bernardino de Mendoza, y el ejército de Luis de Nassau, cerca de la localidad de Mook (Limburgo), en los Países Bajos, siendo los rebeldes protestantes neerlandeses completamente derrotados y sus comandantes muertos.

## La campaña
En febrero de 1574, Luis de Nassau entra en los Países Bajos procedente de Alemania para unirse a su hermano Guillermo y desviar la atención del asedio de Leiden, que estaba asediada desde octubre de 1573. Su intención era tomar Maastricht (defendida por el capitán Francisco de Montesdoca y tres compañías de altoalemanes) para después entrar en el corazón de los Países Bajos (Brabante) y, o bien tomar Amberes, o bien obligar a las tropas de la Monarquía a abandonar Holanda para socorrer Brabante. Estas fuerzas contaban con unos 9.000 efectivos, en su mayoría mercenarios, cuando invadieron Brabante. Los españoles, siguiendo las indicaciones del gobernador Luis de Requesens, con pocas tropas en la zona y sin posibilidad de refuerzos a corto plazo, mantienen constantes escaramuzas y encamisadas, consiguiendo que el ejército de Luis de Nassau no cruce el río Mosa antes de que les lleguen refuerzos. A principios de abril, con el ejército ya reunido (5.000 infantes y 800 jinetes), Sancho Dávila sale en busca del enemigo, cruzando a su vez el rio Mosa, encerrando al ejército de Luis de Nassau (5.5000-6.000 infantes y 2.000-3.000 jinetes) que marchaba hacia el norte buscando la forma de cruzar el río.

## La batalla
Los rebeldes dispusieron sus tropas buscando la protección de un cerro cercano al río Mosa, donde apostaron a unos 1000 infantes. En el flanco derecho colocaron a los 2000 jinetes, y la izquierda el resto (5000 infantes).
Por su parte, los españoles formaron su ejército en 5 escuadrones, donde el Tercio Viejo de Lombardía (Maestre de Campo: Gonzalo de Bracamonte) y el Tercio Viejo de Nápoles (Maestre de Campo: Hernando de Toledo) formaban el núcleo. Además, otras 16 compañías valonas bajo el mando del Maestre de Campo Cristóbal de Mondragón acompañaban a los españoles. Durante la batalla, se uniría el Tercio Viejo de Sicilia.
La batalla comenzó cuando los españoles hicieron una pequeña avanzadilla, descargando el fuego de los arcabuces sobre el enemigo, que respondieron de igual forma. Tras una hora y media, los españoles avanzan y toman las posiciones atrincheradas de los rebeldes. Los rebeldes contraatacan recuperando nuevamente la posición, pero de nuevo los españoles y valones atacan y vuelven a tomar las trincheras.
Los rebeldes envían la caballería, a la que se opone la caballería ligera española en inferioridad numérica, pero la resistencia de los bien formados y colocados españoles impide que rompan las líneas españolas. A Continuación, dos cargas por ambos flancos de los rebeldes, y otra por el frente, terminan por descomponer las filas de los rebeldes, que escapan a desbandada.

## Resultado
Para cuando el Príncipe de Orange se entera de la derrota, los españoles ya estaban de vuelta en Leiden, retomando el asedio.
El desastre de los rebeldes protestante fue total: Más de 3.000 muertos; 30 banderas y dos estandartes arrebatados, además de dos cañones. Pero lo más importante: Tanto su comandante Luis de Nassau como su hermano Enrique de Nassau, y el duque Palatino (Cristóbal, hijo de Federico III del Palatinado), , murieron. Por parte de los españoles y valones sólo una veintena de muertos y algo más de un centenar de heridos, algo que la historia considera milagroso dada la envergadura de la contienda.
Luis de Requesens, gobernador de los Países Bajos, no pudo aprovechar esta victoria que dejó prácticamente sin defensa a las provincias rebeldes, ya que tras la batalla los tercios se amotinaron por falta de pagas, echando a perder el efecto de la derrota en sus enemigos. Efectivamente, en abril de 1574 tras la batalla de Mook, los soldados españoles se amotinaron al no recibir sus pagas, muchos de ellos acantonándose en Amberes, y sin participar en la reducción de los protestantes rebeldes.